# 坂木萌子
坂木 萌子（さかき もえこ、1987年3月12日 - ）は、ニチエンプロダクション所属のフリーアナウンサー。

## 経歴
高知県出身、父は山口県出身。土佐高等学校の同期生にフジテレビの谷岡慎一がいる。早稲田大学商学部卒業後、さくらんぼテレビジョンへ入社する。
2009年に『FNS26時間テレビ』の企画「三輪車12時間耐久レース」で初めて全国放送に出演してさくらんぼテレビチームのリポーター兼レーサーを務める。晩秋より、阿久津尚子が退社して空席となっていた地上デジタル放送推進大使に就き、12月1日の「デジタル放送の日」イベントで初めて大使として出演する。
2010年7月末に退職する。
2010年9月、出産で降板した青柳嘉代の後任としてCS放送日テレNEWS24のキャスターを務める。2010年11月から2011年9月まで、日本テレビの宮崎宣子が体調不良で休業した『Oha!4 NEWS LIVE』の水曜から金曜のメインキャスターを務める。 2011年3月に日テレNEWS24の地上波非サイマルパートのキャスターから外れたが、『Oha!4 - 』の降板に伴い再び2011年10月から金曜と日曜の午後を担当する。
2012年、3月に日テレNEWS24のキャスターを降板した中島静佳の後任として4月から『デイリープラネット』（月 - 木）・『さきがけ ニュース&スポーツ』（火 - 金）を担当する。これにより半年ぶりに地上波にレギュラーで出演する。
2013年4月から、情報番組『ウェークアップ!ぷらす』の情報キャスターとして出演する。
2015年10月15日、自身のブログに同年齢の一般男性と入籍を記す。
2016年12月27日、日テレNEWS24を去る旨をブログに記す。
2017年12月9日、自身のブログに第一子妊娠を発表。
2018年2月24日、産休に入るため『ウェークアップ!ぷらす』の情報キャスターを卒業。後任は同年2月から出演している山本隆弥（読売テレビアナウンサー）が就任する。5月15日に第一子となる長男を出産した。

## 人物
- 高知県で生まれ育ったが、大学時代に両親が引っ越したために高知県には実家はないとのこと。
- 「大のお酒好き（酒豪）」とのこと。しかし本人は「Oha4の初回放送で大の酒好きと言っただけで実際は違う」と反論している。[8]
- 周囲からは「ゆるキャラ顔」と言われている。特に周囲からは「顔がひこにゃんそっくり」と言われて坂木の誕生日に「ひこにゃんグッズ」を大量にもらった[9][10]。
- 自身のブログでは『Oha!4』の共演者の鷲尾春果や掛貝梨紗等と仲が良いとのこと。ブログでは『Oha!4』の出演メンバーや坂木と同じ事務所の先輩である塚田文とよく食事やお菓子交換の写真が両方のブログで紹介されている。また鷲尾と同年齢の内田敦子も仲が良く、何度か一緒に会食をしている。[11][12]
- 所属事務所の後輩である加藤多佳子は同じ大学、学部、ゼミの後輩でもあり[13]、一緒にライブに行くなど仲が良い[14]。
- Android携帯でブログをほとんどアップしている。スマートフォンに切り替えた理由は、自身の部屋でフラフープをしているうちに、携帯を踏んで真っ二つに割ってしまい、修理ができず、携帯電話販売店のスタッフから「スマートフォンに切り替えたほうがいいですよ」との事で購入した[15][16]。
- 本人の話では7キロの減量に成功したとの事。[17]
- 趣味・特技は映画鑑賞・カフェめぐり・よさこい踊り・バスケットボール・中国語[2]。

## 出演

### テレビ

#### 過去
- ウェークアップ !ぷらす（読売テレビ制作  日本テレビ系列）-不定期出演
- コーポレートファイル（BS日テレ）

局アナ時代
- FNNスピーク（フジテレビ系列） - さくらんぼテレビジョンローカル枠キャスター
- SAYスーパーニュース（さくらんぼテレビジョン） - 天気キャスター

フリー転向後
- Oha!4 NEWS LIVE（日テレNEWS24（CS）・日本テレビ系列） - 水曜から金曜のメインキャスター（2010年11月3日 - 2011年9月30日）
- 辛坊・宮根のワケあり!?ジャパン（読売テレビ、関西ローカルの単発番組） - 2011年11月20日・27日
- 日テレNEWS24 発掘!SP（日テレNEWS24（CS）・日本テレビ系列） - 2011年12月29日[18]
- 有吉反省会（日本テレビ系列）- 反省人（2015年12月5日）[19]
- 今夜くらべてみました（日本テレビ系列）- 2016年1月5日
- 日テレNEWS24関連 - キャスター（2010年9月 - 2011年3月、2011年10月 - 2016年12月27日）[20]
  - 日テレNEWS24 DATELINE（月曜（前日深夜からの続き）担当）
  - 午後いちニュース（祝日の場合はニュース30、2015年3月30日 - 、日曜・月曜担当）
  - ニュース30+ ～政治＆マーケット解説～（祝日の場合はニュース30+、2015年3月30日 - 日曜・月曜担当）
  - 新着!エクスプレス30+ ～政治＆マーケット解説～（祝日の場合は新着!エクスプレス30+、2015年3月30日 - 日曜・月曜担当）
  - デイリープラネット （2012年4月2日 - 、火曜担当）
    - 2014年度までは月曜-木曜担当。

  - さきがけニュース （2012年4月3日 - 、水曜（前日深夜からの続き）担当、2016年4月までは水曜・月曜担当）
- 相棒 Season16（2017年10月18日、テレビ朝日） - ニュースキャスター役[21][22]
- ウェークアップ!ぷらす（読売テレビ制作、日本テレビ系列） - 情報キャスター（2013年4月6日 - 2018年2月24日）[23][24]

### 映画
- 相棒 -劇場版IV- 首都クライシス 人質は50万人! 特命係 最後の決断 - ニュースキャスター役[25]